# Natúfien

Mapa nálezů natúfienské kultury

Natúfien je archeologická kultura, která existovala v pozdním paleolitu na východním pobřeží Středozemního moře. Je pojmenována podle naleziště Vádí an-Natúf v Izraeli, kde roku 1928 nalezla Dorothy Garrodová první pozůstatky osídlení. Podle radiokarbonové metody archeologové kladou vznik této kultury do 13. tisíciletí př. n. l. a zánik do 10. tisíciletí př. n. l.
Natúfienu předcházel kebaran. V té době bylo klima v oblasti vlhčí než dnes a krajinu pokrývaly dubové lesy. Lidé náležející k natúfienské kultuře byli lovci a sběrači, důležitou složkou jejich potravy byla zrna divokého obilí, které drtili pomocí mlýnských kamenů. Lovnou zvěří byla gazela, pratur, jelen a další, věnovali se také rybolovu pomocí sítí. Užívali nástroje vyrobené mikrolitickou technikou. Byli první známou lidskou společností, která budovala stálá sídliště. Vesnice měly až sto padesát obyvatel, domy byly částečně zahloubeny v zemi a nadzemní část byla postavena ze dřeva. O existenci sýpek na obilí svědčí četné pozůstatky myší. V pozdní fázi natúfienu nastalo chladnější a sušší podnebí, což ztížilo sběr rostlin pro obživu. Lidé museli začít vybírat vhodné druhy a zasévat je na připravené pozemky, což vedlo ke vzniku zemědělství. Nález psí kostry v Ajn Mallaha je dokladem, že v tomto období už došlo k domestikaci psů. Podle používání obsidiánu, který se vyskytuje nejblíže v oblasti Anatolie, už tehdy existoval pokročilý dálkový obchod.
O rozvinuté duchovní kultuře a složitých náboženských představách natufiánců svědčí existence stálých hřbitovů i objev hrobu kněžky, v němž byly roku 2008 nalezeny želví krunýře i kosti zvířat. Zachovala se také řada pozoruhodných artefaktů, jako jsou milenci z Ain Sakhri. 
Alexander Militarev soudí, že natufiánci hovořili řečí náležející mezi afroasijské jazyky a jsou tak přímými předky současného obyvatelstva Levanty. Obyvatelé kultury Natúfien měli geneticky blízko k současným Jemencům, ale v dalších tisíciletích se smísili s migračními vlnami z oblasti Anatolie a Kavkazu. Jejich potomky byli starověcí semitští Kananejci, kteří žili v době bronzové na území Kanaánu. Testy DNA potvrdily, že potomci starověkých Kananejců jsou Židé, ale také Palestinci a další arabsky mluvící populace Levanty.